# Lamin Barrow
Lamin Samboujang Barrow (Marrero, 29 novembre 1990) è un giocatore di football americano statunitense che gioca nel ruolo di linebacker per i Miami Dolphins della National Football League (NFL). Al college giocò a football all'Università della Louisiana.

## Carriera professionistica

### Denver Broncos
Barrow fu scelto nel corso del quinto giro (156º assoluto) del Draft NFL 2014 dai Denver Broncos. Debuttò come professionista subentrando nella gara della settimana 1 vinta contro gli Indianapolis Colts e mettendo a segno un tackle. La sua prima stagione si chiuse con nove tackle, disputando tutte le 16 partite, di cui una come titolare.

## Statistiche
| Partite totali      | 16 |
| Partite da titolare | 1  |
| Tackle totali       | 9  |
| Sack fatti          | 0  |
| Intercetti          | 0  |

Statistiche aggiornate alla stagione 2014